# Ange Di Caro
Pour les articles homonymes, voir Di Caro.
Ange Di Caro, né le 1er janvier 1949 à Tunis (Tunisie), est un joueur de football français. Il évoluait au poste d'attaquant.

## Biographie
En 1980 il obtient le BEES 2e degré spécifique football, nécessaire pour valider le diplôme d'entraîneur de football (DEF). En 2022, le magazine So Foot le classe dans le top 1000 des meilleurs joueurs du championnat de France, à la 393ème place.

## Carrière
- 1963-1965 :  Salon-en-Provence
- 1966-1967 :  Association sportive aixoise
- 1967-1973 :  Olympique de Marseille
- 1973-1976 :  AS Nancy-Lorraine
- 1976-1978 :  Stade lavallois
- 1978 :  Stade de Reims
- 1979 :  Girondins de Bordeaux
- 1979-1980 :  AS Béziers
- 1980-1984 :  US Tavaux-Damparis[4]

## Palmarès
- Champion de France en 1971 et 1972 avec l'Olympique de Marseille
- Vainqueur de la Coupe de France en 1972 avec l'Olympique de Marseille
- Champion de France de Division 2 en 1975 avec l'AS Nancy Lorraine

## Statistiques
- 194 matchs et 47 buts en Division 1
- 87 matchs et 16 buts en Division 2
- 4 matchs en Ligue des Champions
- 1 match en Coupe de l'UEFA